# Rapla KK
Rapla Korvpallikool, conhecido como AVIS Rapla , para patrocínio razões, é um clube profissional de basquete, com base em Rapla, Estônia. A equipe joga na Korvpalli Meistriliiga e na regional Liga Báltica. A sua casa de arena é o Salão de Esportes Sadolin.

## História
O antecessor do clube Korvpalliklubi Rapla (em inglês:  Basketball Club Rapla), foi fundada em 1996 como uma divisão do Rapla Escola de Esportes, desenvolvimento de homens e mulheres de jogadores de basquetebol. Em 2004, Rapla Korvpallikool (em inglês:  Rapla Basketball School) foi formada.
Em 2010, Rapla movidos para o novo Sadolin Sports Hall, e foi promovido para o primeiro nível Korvpalli Meistriliiga. A equipe comandada pelo Indrek Ruut, a equipe terminou o 2010-11 temporada regular em 6º lugar e alcançou os playoffs, mas foi eliminado nas quartas de final por TTÜ/Kalev, perdendo o série 1 jogo 3. Em 2011, Rapla juntou-se o Desafio de competição da Copa do regional Báltico Liga de Basquete para a temporada 2011-12 , mas não conseguiu passar da fase de grupos. Em 2012, Rapla atingiu o estoniano Copa do Final, mas terminou como vice-campeão, depois de ser derrotado por Rakvere Tarvas 64-81. Em 2014, Ruut foi substituído, como treinador, o ex - Estónia equipe nacional de basquete jogador Aivar Kuusmaa. Rapla terminado o 2014-15 da temporada regular, em terceiro lugar. Nas quartas de final, a equipe enfrentou Valga/Maks & Moorits e venceu a série de 3 jogos a 1. A equipe perdeu nas semifinais para Kalev/Cramo , mas ganhou as medalhas de bronze, em terceiro lugar, partidas, venceu a série contra Rakvere Tarvas 2 jogos a 1. 

## Patrocínio de nomenclatura
AVIS Rapla teve várias denominações, através dos anos, devido ao seu patrocínio:
- Piimameister Otto/Rapla: 2010-2012
- A TYCO Rapla: 2012-2015
- AVIS Rapla: 2015–presente

## Arenas
- Salão De Esportes Alu (2009-2010)
- Salão de Esportes Sadolin (2010–presente)

## Treinadores
- Indrek Ruut 2010-2014
- Aivar Kuusmaa 2014–presente

## Temporada por Temporada
| Temporada | Nível | Liga                   | Pos. | Pós Temporada    | TR    | PL  | Copa da Estônia  | Liga Báltica de Basquetebol | Liga Báltica de Basquetebol | Liga Báltica de Basquetebol | Competições Europeias | Competições Europeias | Competições Europeias |
| --------- | ----- | ---------------------- | ---- | ---------------- | ----- | --- | ---------------- | --------------------------- | --------------------------- | --------------------------- | --------------------- | --------------------- | --------------------- |
| 2010–11   | 1     | Korvpalli Meistriliiga | 6    | Quartas de Final | 13–19 | 1–3 | Quartas de Final | –                           | –                           | –                           | –                     | –                     | –                     |
| 2011–12   | 1     | Korvpalli Meistriliiga | 4    | Quarto Lugar     | 14–14 | 3–6 | Quartas de Final | BBL Challenge Cup           | RS                          | 2–8                         | –                     | –                     | –                     |
| 2012–13   | 1     | Korvpalli Meistriliiga | 5    | Quarto Lugar     | 14–18 | 4–5 | Finalista        | Baltic Basketball League    | RS                          | 1–9                         | –                     | –                     | –                     |
| 2013–14   | 1     | Korvpalli Meistriliiga | 7    | Quartas de Final | 10–22 | 0–3 | Quartas de Final | Baltic Basketball League    | RS                          | 3–9                         | –                     | –                     | –                     |
| 2014–15   | 1     | Korvpalli Meistriliiga | 3    | Terceiro Lugar   | 21–11 | 5–5 | Quartas de Final | Baltic Basketball League    | T16                         | 3–7                         | –                     | –                     | –                     |
| 2015–16   | 1     | Korvpalli Meistriliiga | 4    | Terceiro Lugar   | 18–14 | 6–5 | Round of 16      | Baltic Basketball League    | T16                         | 8–6                         | –                     | –                     | –                     |